# Stanislav Živný
Stanislav Živný (1. dubna 1912 Dačice – 6. srpna 1943 Věznice Plötzensee) byl komunistický odbojář z období druhé světové války popravený nacisty.

## Život
Stanislav Živný se narodil 1. dubna 1912 v Dačicích v rodině Jana Živného a Marie rozené Macků. Vystudoval dvouletou obchodní školu v Břeclavi, v mládí byl členem Junáka, později Komunistického svazu mládeže. Mezi lety 1929 a 1932 pracoval na Okresním úřadě v Mikulově, od října 1932 do března 1934 absolvoval základní vojenskou službu. Vstoupil do Komunistické strany Československa a pro své přesvědčení měl problémy s hledáním práce. Pracoval pro právníky v Mikulově a Pohořelicích, od 1. září 1938 v pojišťovně v Brně. Uměl velmi dobře německy.

## Druhá světová válka
Po německé okupaci v březnu 1939 vstoupil do komunistického protinacistického odboje, stal se vedoucím městského ilegálního vedení KSČ v Brně. Používal krycí jméno Klein. Jeho první zatčení gestapem se událo 10. dubna 1939 náhodně před brněnským Německým domem, kdy se mu podařilo se obhájit a byl propuštěn. Podruhé byl zatčen na odbojářské schůzi, vězněn byl na Kounicových kolejích a poté v Breslau. V května 1940 byl navrácen do Brna kvůli vyšetřování probíhajícím po zatčení druhého městského vedení Komunistické strany. Podařilo se mu nasimulovat bolesti zubů a během vyšetření na zubní klinice uprchl. V ilegalitě žil až do roku 1942, kdy byl prozrazen konfidentem Vožďou. Během následující přestřelky postřelil jednoho z gestapáků, sám byl ale těžce raněn a opět uvězněn v Kounicových kolejích. V lednu 1943 byl opět převezen do Breslau, kde byl 24. května téhož roku lidovým soudem odsouzen k trestu smrti. Popraven gilotinou byl dne 6. srpna 1943 v berlínské věznici Plötzensee.

## Rodina
Stanislav Živný se 19. června 1937 se v Brně oženil s úřednicí Růženou Sapákovou. V roce 1943 se manželům narodil syn Ivan. Růžena Živná otěhotněla v době, kdy se její muž ukrýval před zatčením mj. na jedné z chat u Brněnské přehrady. Aby jej neprozradila, musela předstírat, že k otěhotnění došlo díky náhodné známosti.

## Posmrtná ocenění
- Po Stanislavu Živném nese od roku 1961 název jedna z ulic v brněnské části Bystrc.[4]
- Stanislavu Živnému byla v dnešní Živného ulici na domě 1/01 odhalena pamětní deska, která byla v roce 2022 přemístěna na nově zřízený pomník[5]